# 新店镇 (福州市)
新店镇是中国福建省福州市晋安区下辖的一个行政建制镇地处晋安区北部北峰西南麓，东接宦溪镇，东南与茶园街道接壤，南部与鼓楼区五凤街道毗邻，西邻闽侯县荆溪镇，北倚寿山乡。

## 行政区划
新店镇共辖16个社区、28个行政村及1个农场：
金城社区、新店社区、古城社区、琴亭社区、新厦社区、秀峰社区、主题公园社区、新盛社区、锦绣社区、雅居社区、新秀社区、西庄社区、万科社区、新园社区、象峰社区、临湖社区、西园村、后山村、桂山村、涧田村、琴亭村、盘石村、郭前村、秀山村、井店村、溪里村、象峰村、东园村、杨廷村、鹅峰村、战峰村、汤斜村、坂中村、斗顶村、西垅村、厦坊村、新店村、赤桥村、健康村、赤星村、益凤村、凤池村、义井村、浮村和泉头农场。